# Medelhavsjordkrypare
Medelhavsjordkrypare (Tuoba poseidonis) är en mångfotingart som först beskrevs av Karl Wilhelm Verhoeff 1901.  Medelhavsjordkrypare ingår i släktet Tuoba och familjen storjordkrypare. Arten har ej påträffats i Sverige. Inga underarter finns listade i Catalogue of Life.